# 뷰 프롬 더 탑
《뷰 프롬 더 탑》(영어: View from the Top) 혹은 뷰 프럼 더 탑은 미국에서 제작된 브루누 바레투 감독의 2003년 로맨틱 코미디 영화이다. 귀네스 팰트로, 크리스티나 애플게이트, 마크 러펄로, 캔디스 버건, 조슈아 멀리나, 켈리 프레스턴, 롭 로, 마이크 마이어스 등이 출연하였고, 브래드 그레이 등이 제작에 참여하였다.

## 줄거리
네바다주 이동 주택 출신인 도나는 알코올 의존증인 어머니와 학대하는 새아버지 밑에서 자랐다. 어른이 된 도나는 할인점 사무원으로 일하던 중 남자친구에게 차인다. 
상심하던 도나는 전 항공 승무원 샐리 웨스턴의 인터뷰를 보고 영감을 받아 작고 누추한 지역 항공사에 입사한다. 도나는 동료 승무원 크리스틴, 셰리와 어울리면서 호수 수상 경찰 테드를 알게 되고 호감을 느낀다. 
도나, 크리스틴, 셰리는 함께 로열티 항공사에 응시하고, 도나와 크리스틴이 합격한다. 도나는 승무원에게 최고의 영예인 국제편 일등석 파리행에 배정 받는 걸 목표로 한다. 그러나 시험 결과 이론과 실무를 능숙하게 익힌 도나는 클리블랜드 국내선에 배치된 반면 훈련 내내 고전하던 크리스틴이 뚜렷한 이유 없이 뉴욕행을 얻어내는데...

## 출연
- 귀네스 팰트로 - 도나 젠슨 역
- 크리스티나 애플게이트 - 크리스틴 역
- 마크 러펄로 - 테드 역
- 캔디스 버건 - 샐리 웨스턴 역
- 조슈아 멀리나 - 랜디 역
- 켈리 프레스턴 - 셰리 역
- 롭 로 - 조종사 스티브 역
- 마이크 마이어스 - 존 휘트니 역
- 마크 블루커스 - 토미 불레이 역
- 스테이시 대시 - 앤절라 역
- 존 폴리토 - 로이 로비 역
- 컨체타 토메이 - 스튜어트 부인 역
- 나디아 다자니 - 페이지 역
- 존 프랜시스 데일리 - 로드니 역

## 기타 제작진
- 공동 제작: 프랜체스카 실베스트리
- 배역: 마시 리로프
- 미술: 댄 데이비스
- 의상: 메리 조프리스
- 음악 감독: 랜디 스펜들러브